# رباعي أكسيد ثنائي النتروجين
رباعي أكسيد ثنائي النتروجين (يسمى أيضاً أحياناً رباعي أكسيد النتروجين) هو مركب كيميائي من عنصري النتروجين والأكسجين له الصيغة N2O4 ويكون في الشروط العادية على شكل غاز عديم اللون.
يصنف رباعي أكسيد ثنائي النتروجين صمن أكاسيد النتروجين العليا، وهو على توازن كيميائي مع ثنائي أكسيد النتروجين عند توافر الحرارة اللازمة .

## التحضير
يعد رباعي أكسيد ثنائي النتروجين على أنه ديمر (ثنائي وحدات) من ثنائي أكسيد النتروجين NO2، والذي يحضر كمركب وسطي أثناء تصنيع حمض النتريك عند الأكسدة الهوائية لأحادي أكسيد الكربون NO. عند إجراء عملية تبريد لغاز NO2 الناتج تتم عملية الديمرة ويتشكل رباعي أكسيد ثنائي النتروجين.
يمكن التحضير مخبرياً من تبريد أبخرة NO2 الناتجة عن أثر حمض النتريك المركز على قطع من النحاس، أو من خلال تسخين نترات المعادن الثقيلة، مثل نترات الرصاص أو نترات الفضة في تيار من غاز الأكسجين.

## الخصائص
يكون رباعي أكسيد ثنائي النتروجين في حالة توازن كيميائي مع ثنائي أكسيد النتروجين، كما في المعادلة التالية:
{\displaystyle \mathrm {N_{2}O_{4}\ \rightleftharpoons \ 2NO_{2}\quad \Delta H=+57~{\rm {kJ/mol}}} .}
لرباعي أكسيد ثنائي النتروجين بنية جزيئية مستوية، يكون فيها طول الرابطة الكيميائية بين ذرتي النتروجين N-N مقدار 1.78 أنغستروم، في حين أن طول الرابطة N-O يبلغ 1.19 Å. تشير المسافة بين ذرتي النتروجين إلى ضعف الرابطة، إذ أنها أطول من متوسط طول الرابطة الأحادية N-N والذي يبلغ 1.45 Å.
على العكس من NO2، فإن N2O4 ذو مغناطيسية معاكسة، بسبب عدم وجود أزواج إلكترونية حرة.

## الاستخدامات
استخدم رباعي أكسيد ثنائي النتروجين في السابق ضمن مكونات وقود الصواريخ، وكان يرمز له في حينها NTO، وذلك كاختصار للتسمية عير النظامية Nitrogen tetroxide.